# 柳宾卡·扬科维奇
柳宾卡·扬科维奇（1958年9月23日—），塞尔维亚女子手球运动员。她曾代表南斯拉夫参加1984年和1988年夏季奥林匹克运动会手球比赛，其中1984年奥运会获得一枚金牌。